# Salão Nacional do Memorial para os Caídos de Israel

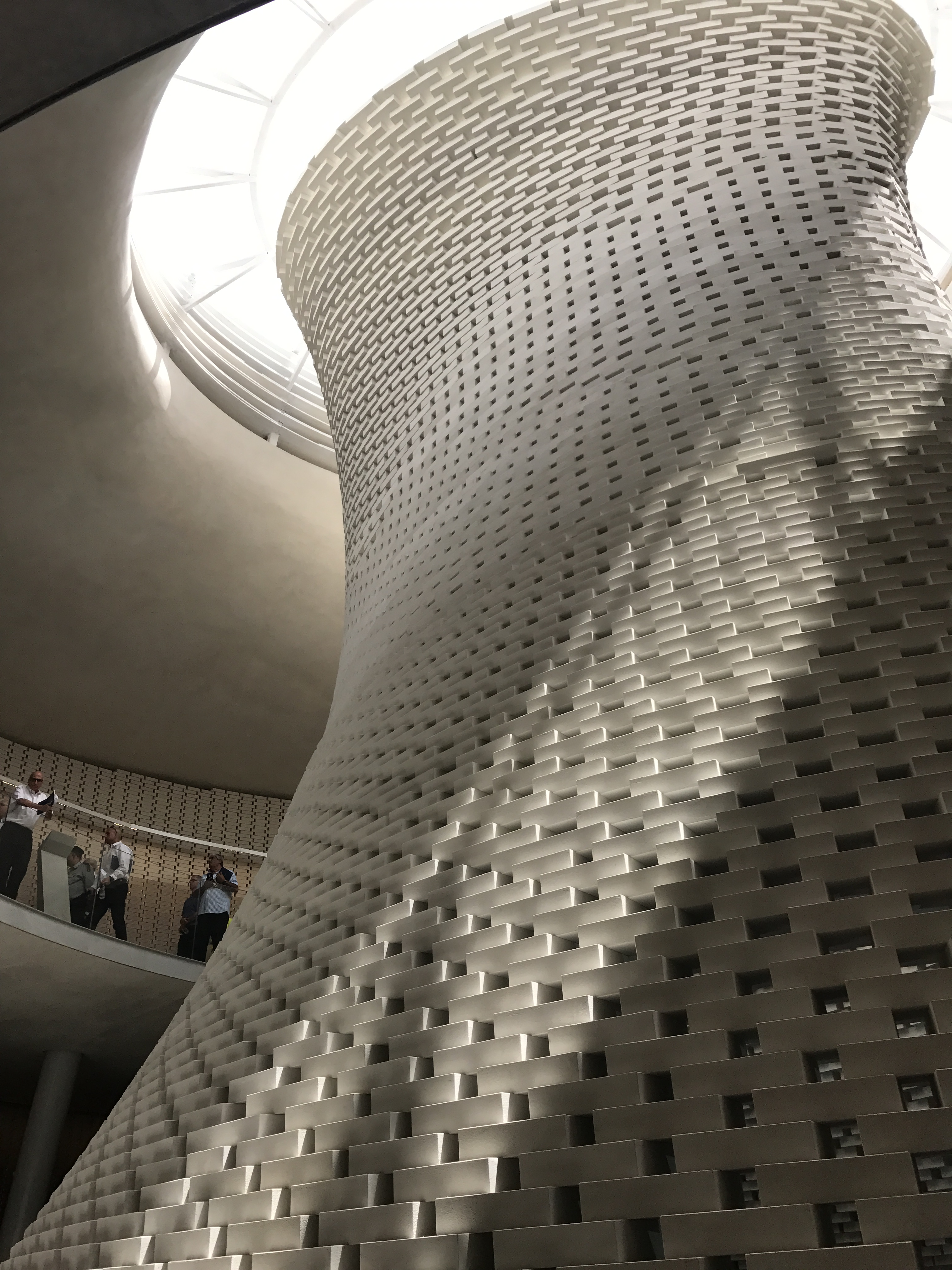
Memorial do Soldado Desconhecido

Salão Nacional do Memorial para os Caídos de Israel (היכל הזיכרון הממלכתי לחללי מערכות ישראל - National Memorial Hall For Israel's Fallen) em Monte Herzl em Jerusalém é uma iniciativa do Ministério da Defesa de Israel para comemorar todas as baixas militares israelenses de guerra e combatentes judeus de 1860 até hoje. A proposta de construi-lo foi anunciada pelo ministro da Defesa "Ehud Barak" em 2010 e o salão foi aberto em 2017.

## Memorial do Soldado Desconhecido
No centro do salão está a chama eterna dedicada aos Túmulo do soldado desconhecido de Israel.

## Galeria

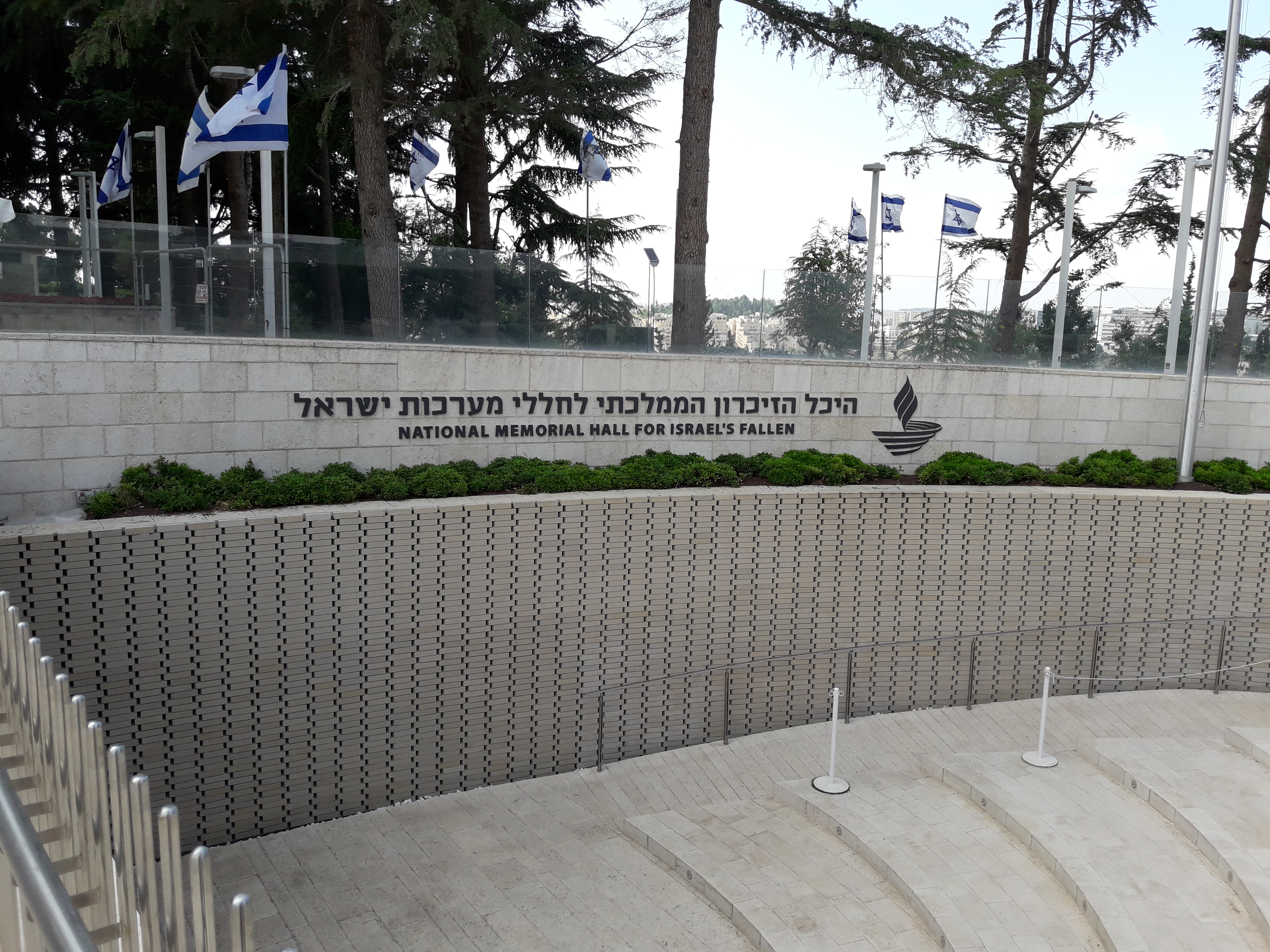
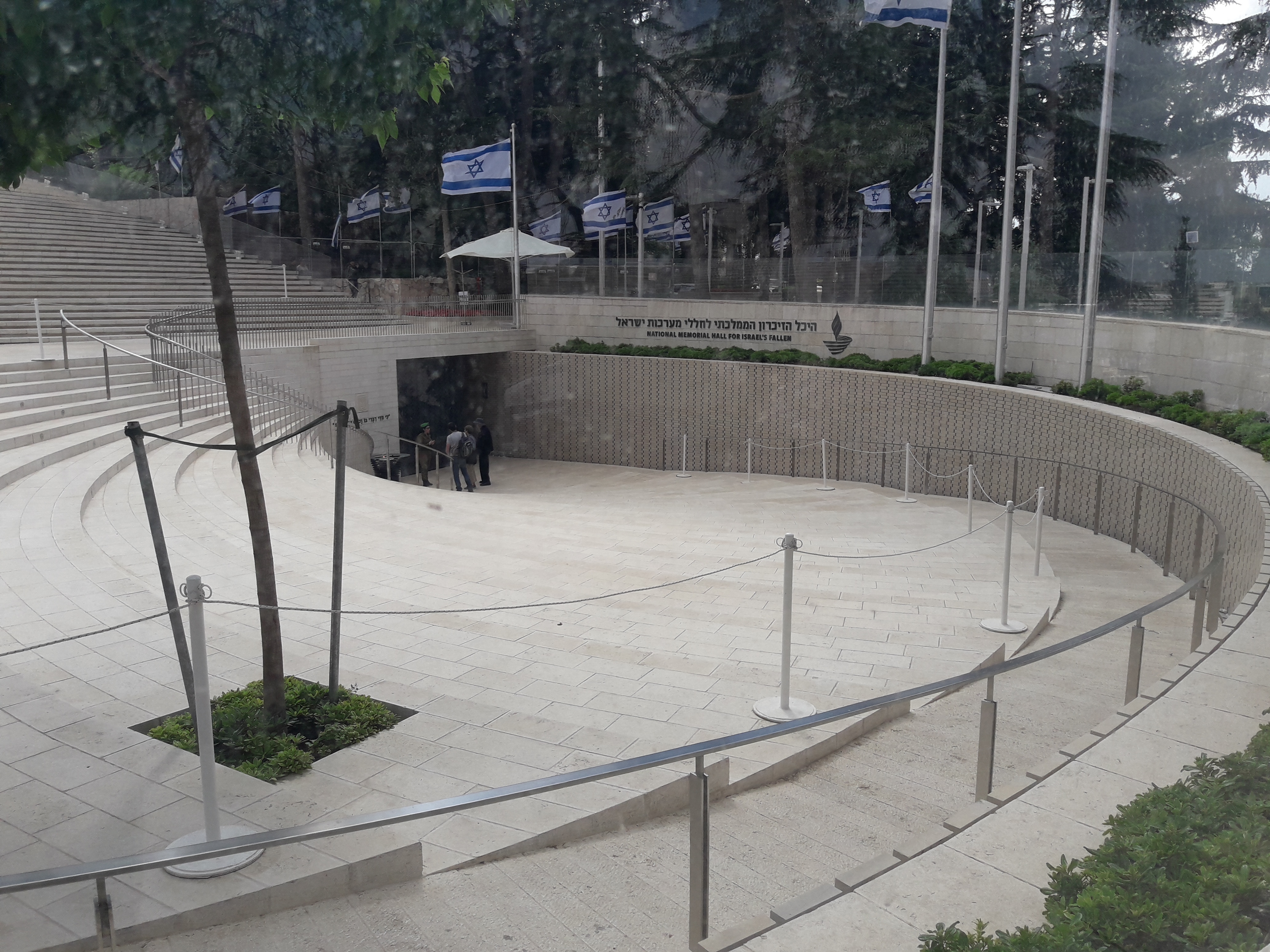
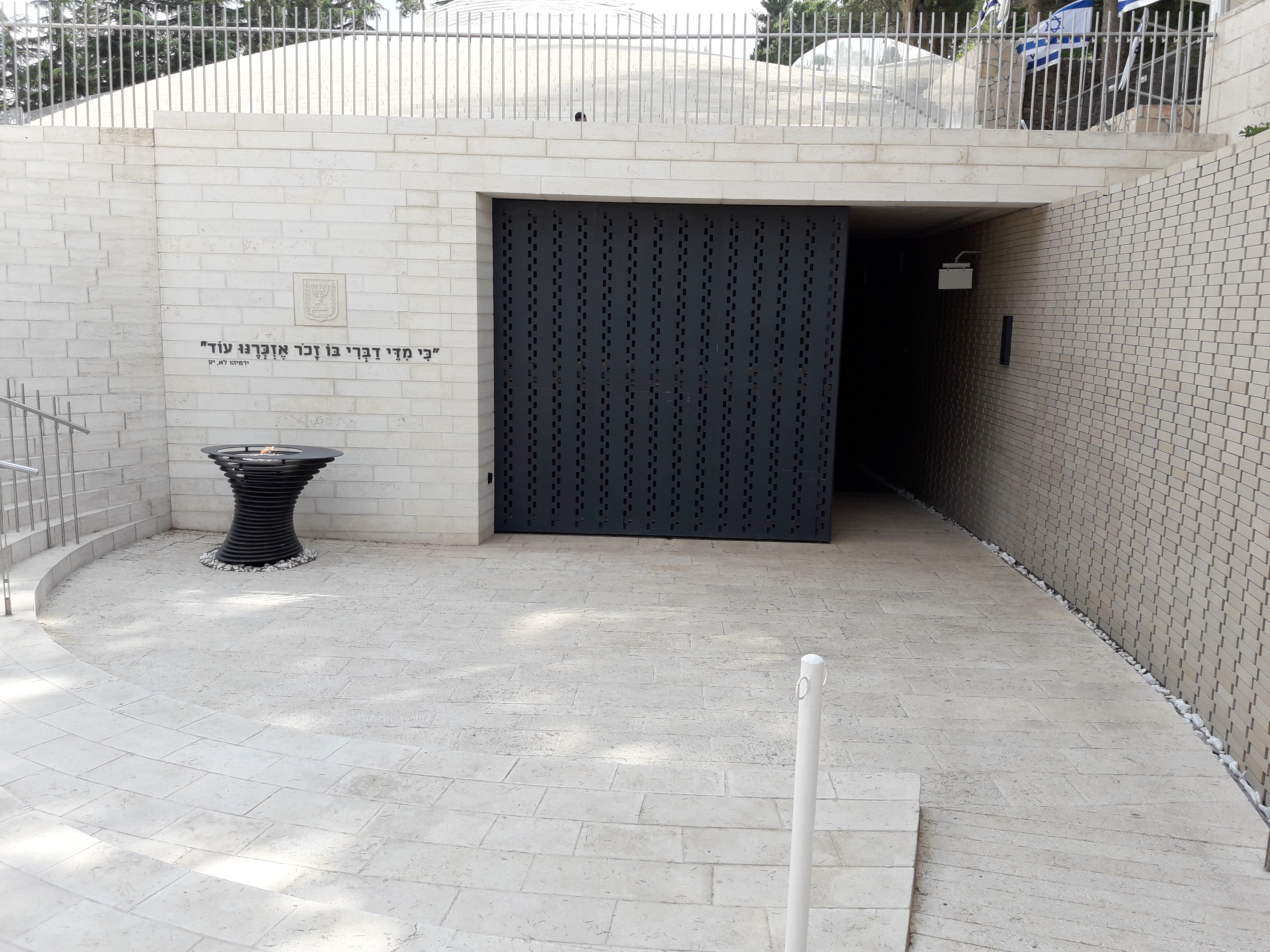
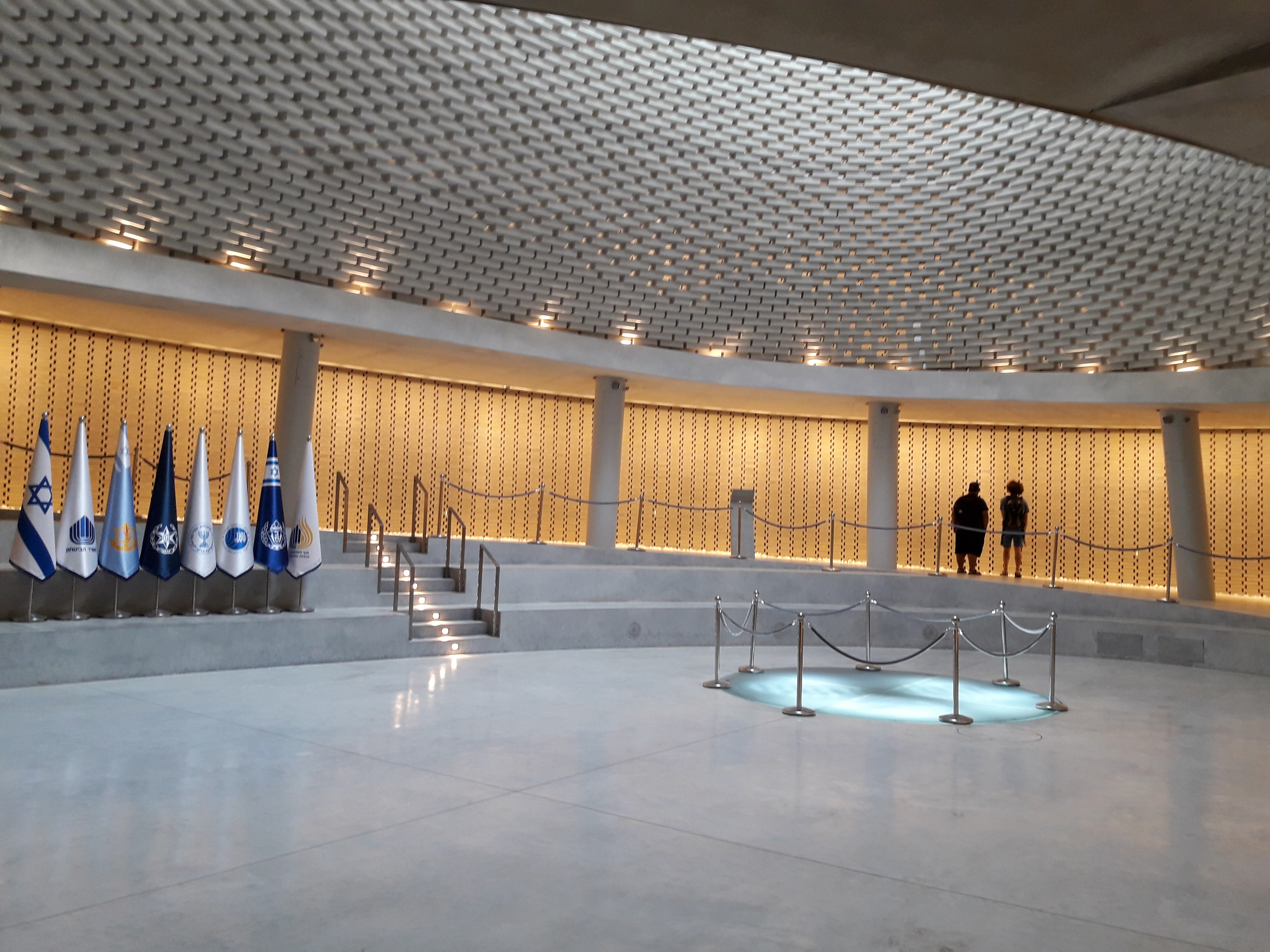
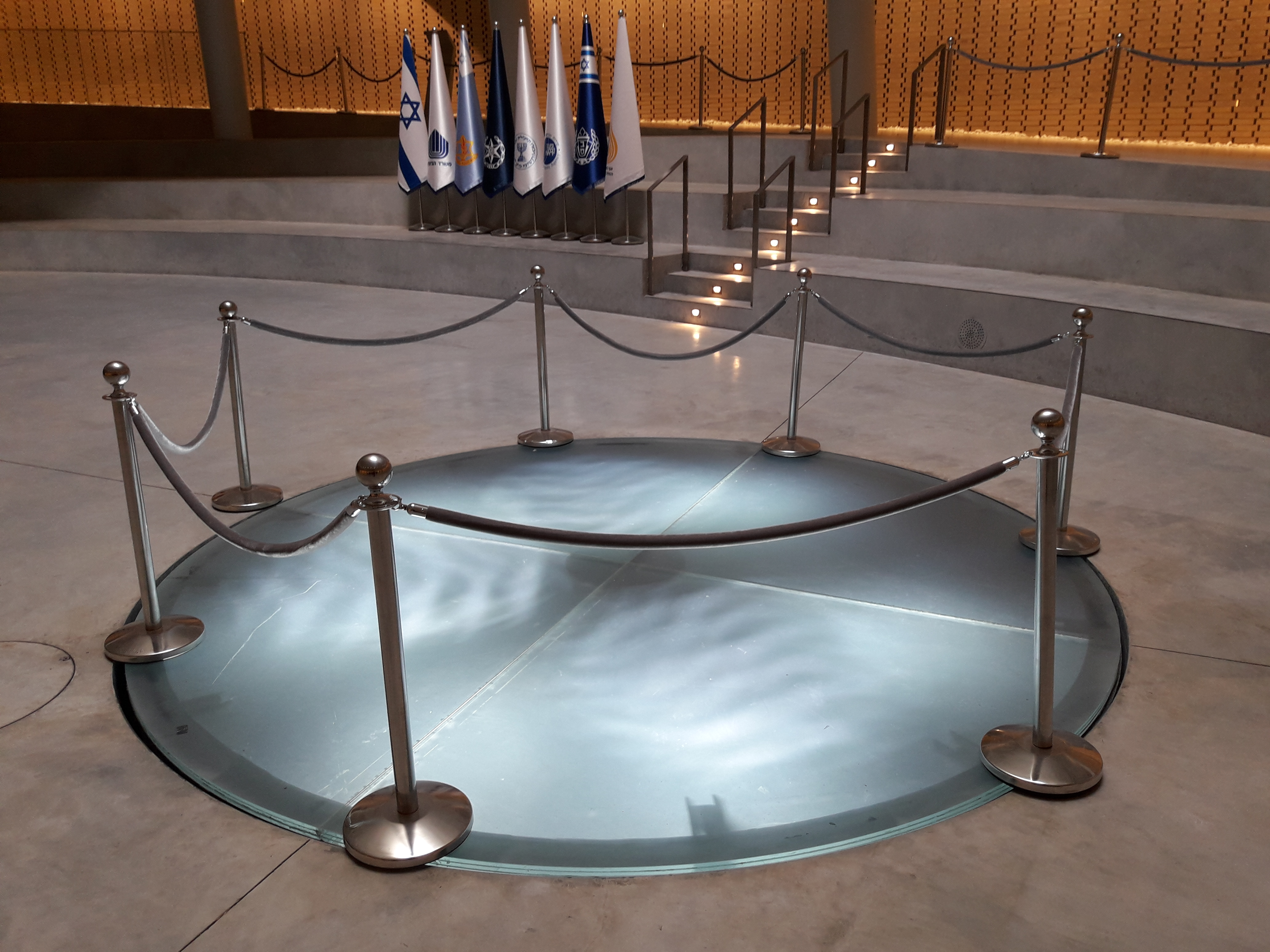
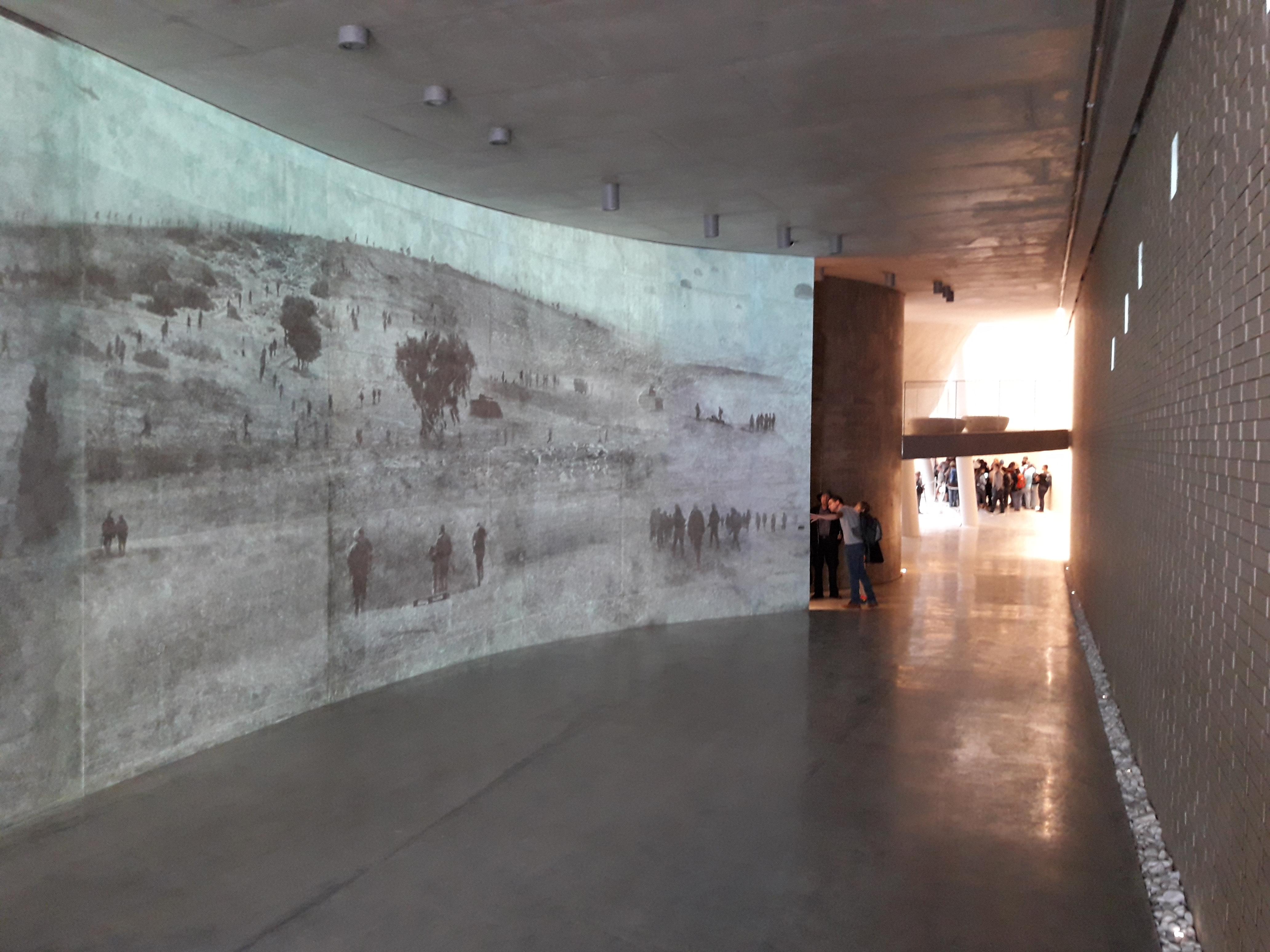
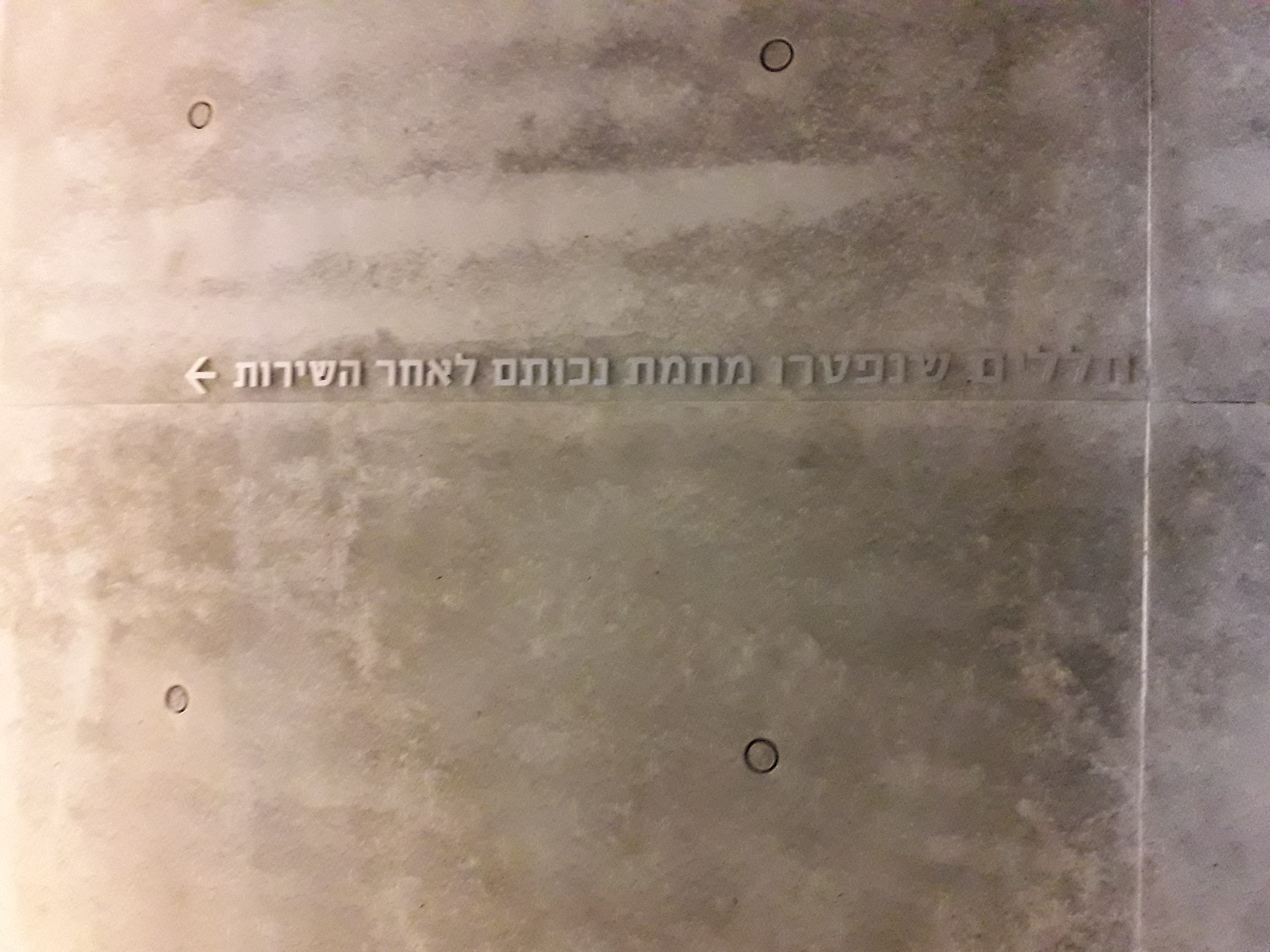
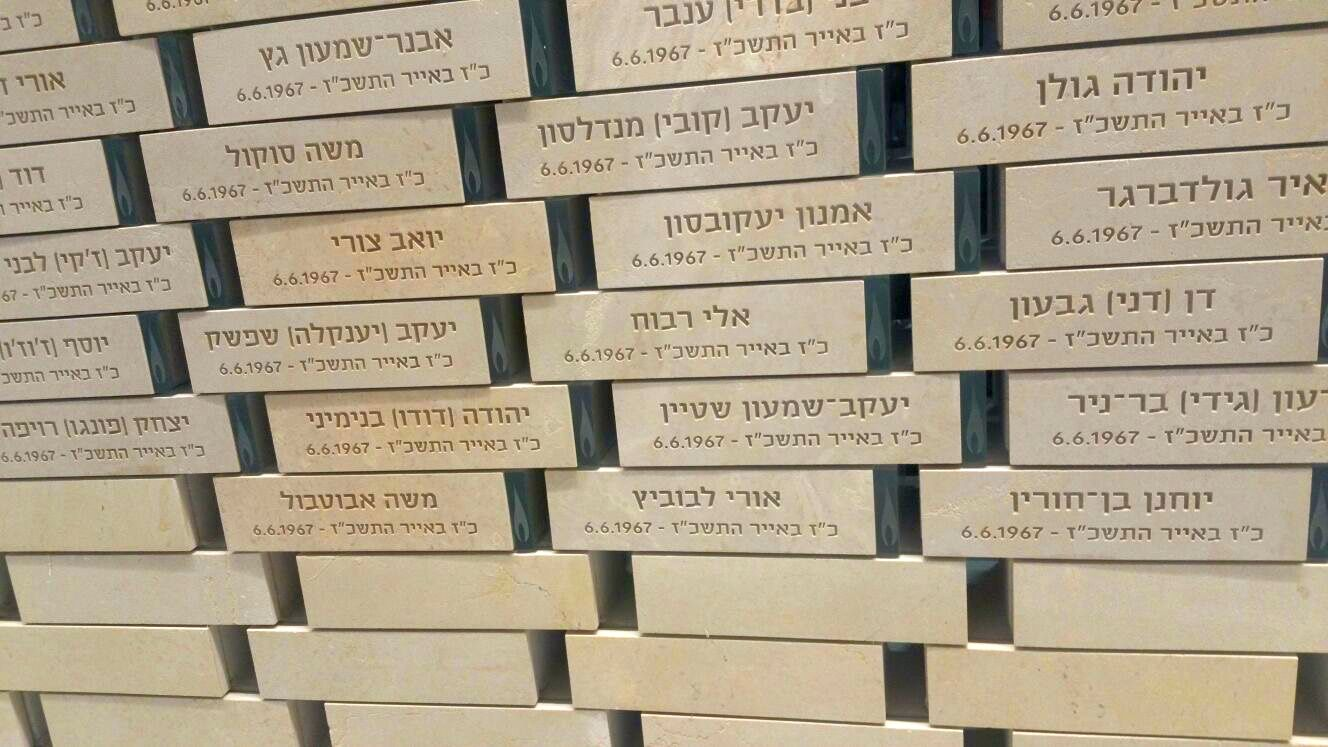
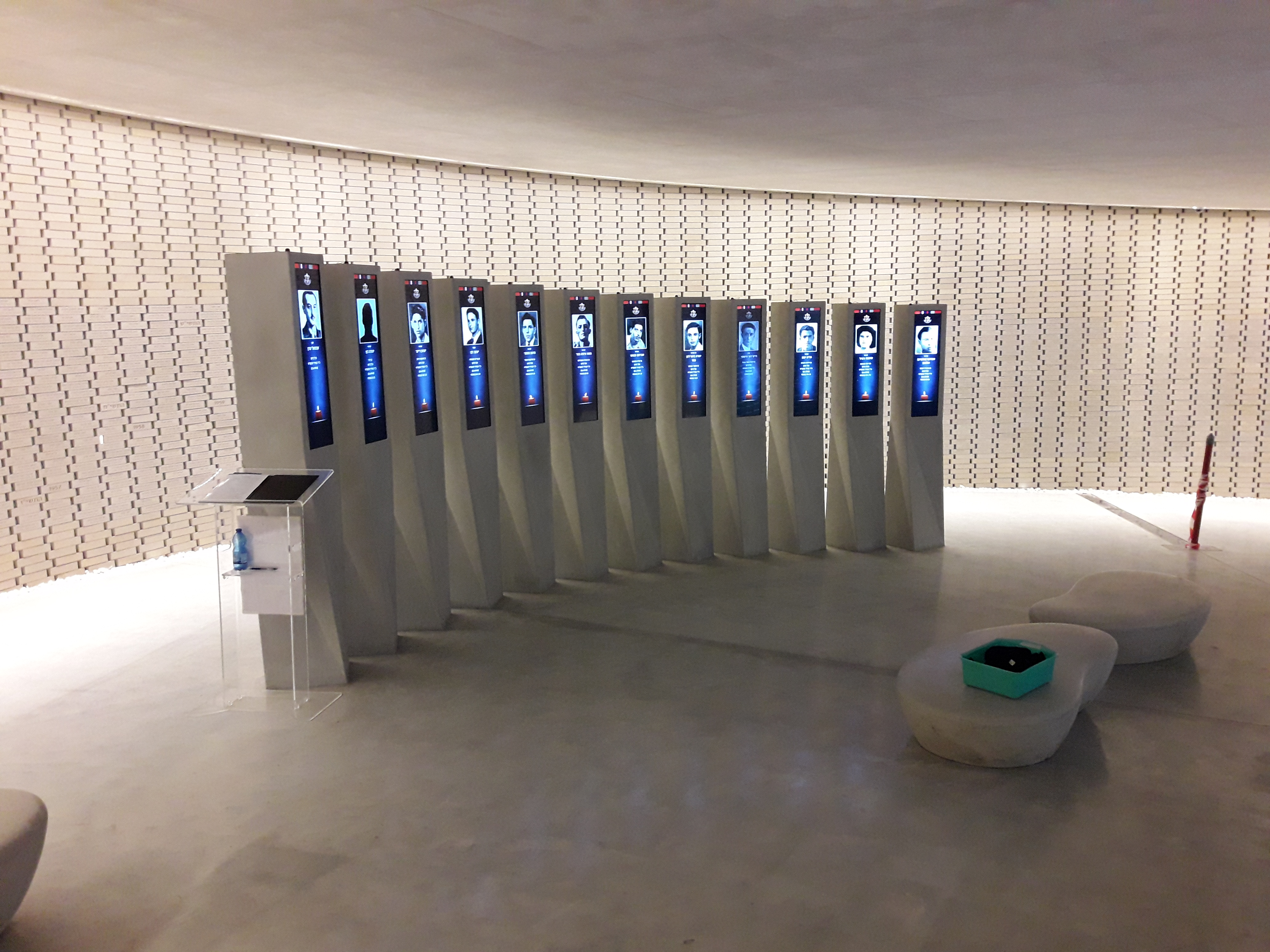